# Данієл Праньїч
Даніє́л Пра́ньїч (хорв. Danijel Pranjić, МФА: [ˈdanijɛl ˈpraɲitɕ], нар. 2 грудня 1981, Нашиці, Хорватія) — хорватський футболіст, півзахисник грецького «Панатінаїкоса». В минулому — гравець збірної Хорватії та мюнхенської «Баварії».

## Клубна кар'єра
У дорослому футболі дебютував 2002 року виступами за команду клубу «Осієк», в якій провів два сезони, взявши участь у 53 матчах чемпіонату. Більшість часу, проведеного у складі «Осієка», був основним гравцем команди.
Протягом 2004–2005 років захищав кольори команди клубу «Динамо» (Загреб).
Своєю грою за останню команду привернув увагу представників тренерського штабу нідерландського клубу «Геренвен», до складу якого приєднався 2005 року. Відіграв за команду з Геренвена наступні чотири сезони своєї ігрової кар'єри. Граючи у складі «Геренвена» також здебільшого виходив на поле в основному складі команди. За цей час виборов титул володаря Кубка Нідерландів.
До складу «Баварії» приєднався 2009 року. Відіграти за мюнхенський клуб три сезони, за які зіграв 55 матчів в національному чемпіонаті. За цей час додав до переліку своїх трофеїв титул чемпіона Німеччини, ставав володарем Кубка Німеччини, володарем Суперкубка Німеччини.
В липні 2012 року на правах вільного агента перейшов в португальський «Спортінг», проте заграти в основній команді не зумів і другу половину сезону провів на правах оренди в іспанському клубі «Сельта Віго». Після завершення оренди Праньїч і «Спортінг» розірвали контракт за обопільної згоди.
2 вересня 2013 року підписав трирічний контракт з грецьким «Панатінаїкосом».

## Виступи за збірну
2004 року дебютував в офіційних матчах у складі національної збірної Хорватії.
У складі збірної був учасником фінальної частини чемпіонату Європи 2008 та 2012 року.
Всього провів у формі головної команди країни 45 матч.

## Титули і досягнення
- Володар Кубка Нідерландів (1):

«Геренвен»: 2008-09
- Чемпіон Німеччини (1):

«Баварія»: 2009-10
- Володар Кубка Німеччини (1):

«Баварія»: 2009-10
- Володар Суперкубка Німеччини (1):

«Баварія»: 2010
- Володар Кубка Греції (1):

«Панатінаїкос»: 2013-14